# 维尔纽斯地区
维尔纽斯地区[a]是東歐的一個地區，当今分屬於立陶宛和白俄罗斯。起初维尔纽斯地区是立陶宛本部的一部分，波羅的人在當地定居。後來當地受到東斯拉夫民族和波蘭人的文化影响。
立陶宛大公国的首都维尔纽斯就位於维尔纽斯地区。立陶宛從俄罗斯帝国独立並通過立陶宛獨立法案后，該國宣稱对维尔纽斯地区拥有主权。波兰主张應讓维尔纽斯地区的波兰人自決，讓當地的波蘭人自己決定维尔纽斯地区的歸屬問題。因此在战间期，波兰第二共和国和立陶宛之间就维尔纽斯地区的主權爭論不休。苏联在蘇俄-立陶宛和平條約中承认维尔纽斯地区是立陶宛的一部分，但1920年维尔纽斯地区被波兰實際占领，之後當地成为波蘭的傀儡政權中立陶宛共和國的一部分，随后又并入波兰第二共和国。
1939年蘇聯入侵波蘭后，整个维尔纽斯地区被苏联占领。 1939年10月10日，苏联将包括维尔纽斯在内的大约五分之一的维尔纽斯地区割让给立陶宛，以换取蘇聯在立陶宛境内建立军事基地。维尔纽斯地区的其余部分則划給白俄罗斯苏维埃社会主义共和国。
20世纪40年代末至1990年期間，维尔纽斯地区分別由立陶宛苏维埃社会主义共和国和白俄罗斯苏维埃社会主义共和国實際控制，自1990年起又分別由立陶宛和白俄罗斯實際控制。